# جمهورية رومانيا الاشتراكية
تُشير تسمية جمهورية رومانيا الاشتراكية إلى رومانيا في عهد نظام الحزب الواحد الشيوعي الماركسي اللينيني الذي وُجد رسميًا من العام 1947 حتى العام 1989. منذ عام 1947 وحتى عام 1965 عُرفت الدولة باسم جمهورية رومانيا الشعبية. كانت جمهورية رومانيا الاشتراكية دولة منحازة إلى الاتحاد السوفييتي والكتلة الشرقية، وهيمن على سياستها الحزب الشيوعي الروماني كما نصت على ذلك دساتير البلاد.
مع نهاية الحرب العالمية الثانية، خضعت رومانيا التي كانت جزءًا من دول المحور للاحتلال السوفييتي، الممثل الوحيد للحلفاء. في 6 مارس 1945، بعد مظاهرات عارمة لأنصار الشيوعية وبضغط من الممثل السوفييتي في مفوضية الحلفاء، نُصّبت حكومة موالية للاتحاد السوفييتي ضمت أعضاء من حزب العمال الروماني المحظور سابقًا. شيئًا فشيئًا تزايدت سيطرة أعضاء حزب العمال والأحزاب المنحازة للشيوعية على إدارة الدولة وأُزيح الزعماء السياسيين من حقبة ما قبل الحرب من المشهد السياسي بشكل مطرد. في ديسمبر من العام 1947، أُجبر الملك ميخائيل على التخلي عن العرش وأُعلن عن قيام جمهورية رومانيا الشعبية.
في البداية، استُنزفت موارد رومانيا الشحيحة في حقبة ما بعد الحرب بسبب مشاريع «سوف-روم»، وهي شركات سوفييتية-رومانية معفية من الضرائب هيمن عن طريقها الاتحاد السوفييتي على موارد دخل رومانيا الرئيسية. ومن عوامل الاستنزاف أيضًا تُذكر تعويضات الحرب التي توجب دفعها للاتحاد السوفييتي. رغم ذلك، ففي خمسينيات القرن العشرين، راحت الحكومة الشيوعية الرومانية تفرض استقلالية أكبر، بما في ذلك على سبيل المثال، سحب جميع الجنود السوفييت من رومانيا بحلول العام 1958.
في الستينيات والسبعينيات من القرن العشرين، أصبح نيكولاي تشاوتشيسكو الأمين العام للحزب الشيوعي (1965)، ورئيس مجلس الدولة (1967)، وتسلم منصب الرئاسة المنشأ حديثًا في العام 1974. أسهم شجب تشاوتشيسكو لغزو حلف وارسو لتيشكوسلوفاكيا في العام 1968 والتخفيف قصير الأمد للقمع الداخلي في إعطاء صورة إيجابية عنه في البلاد ولدى الغرب على حد سواء. ومع ذلك، أفسح النمو الاقتصادي المتسارع المنسوب جزئيًا إلى القروض الخارجية أفسح المجال أمام فرض التقشف والقمع السياسي الذي قاد إلى إسقاط حكومة تشاوتيشسكو الاستبدادية في ديسمبر 1989.
أُعدم الكثيرون أو لقوا حتفهم في المعتقلات خلال عهد رومانيا الشيوعية، وأغلبهم في الحقبة الستالينية في خمسينيات القرن العشرين. في حين أن أحكام الإعدام القضائية بين الأعوام 1945 و1964 بلغت 137، إلا أن حالات الوفاة في المعتقلات تُقدّر بعشرات أو مئات الألوف. واعتقلت أعداد أكبر لأسباب سياسية أو اقتصادية أو غيرها، وتعرضوا للسجن، والتعذيب، أو القتل.
من ناحية جغرافية، يحد رومانيا البحر الأسود شرقًا، والاتحاد السوفييتي (عبر جمهوريات أوكرانيا ومولدوفيا السوفيتية) شمالًا وشرقًا، وهنغاريا ويوغسلافيا غربًا، وبلغاريا جنوبًا.

## تاريخ
عندما أطاح الملك ميخائيل بيون أنتونيسكو بدعم من الأحزاب السياسية الرئيسية في أغسطس من العام 1944، وانحاز برومانيا بعيدًا عن دول المحور إلى جانب الحلفاء، لم يتمكن ميخائيل من فعل ما يساعده على محو ذكرى اشتراك بلاده حديثًا في الغزو النازي للاتحاد السوفييتي. قاتلت القوات الرومانية تحت إمرة السوفييت، وزحفت عبر ترانسيلفانيا الشمالية إلى داخل هنغاريا ومنها إلى تشيكوسلوفاكيا ثم النمسا. بالرغم من ذلك، تعامل السوفييت مع رومانيا باعتبارها أرضًا محتلة، وبقيت القوات السوفييتية في رومانيا كقوات احتلال بذريعة أن السلطات الرومانية لم تتمكن من ضمان الأمن والاستقرار في ترانسيلفانيا الشمالية.
أقر مؤتمر يالطا وجود مصالح مهيمنة للاتحاد السوفييتي في رومانيا، وأخفقت معاهدات مؤتمر باريس للسلام 1947 في الاعتراف برومانيا كشريك حربي، نظرًا لقتال الجيش الروماني ضد السوفييت بشراسة في غالبية مدة الحرب، ولم ينحز إلى الحلفاء إلا عندما لاحت نُذر هزيمة دول المحور. أدى الشيوعيون، كسائر الأحزاب السياسية الأخرى، دورًا هامشيًا في أول حكومة للملك ميخائيل خلال الحرب، والتي ترأسها قسطنطين ساناتيسكو، رغم أن وجودهم تزايد في حكومة نيكولاي راديسكو. تغير هذا الوضع في مارس من العام 1945 عندما أصبح الدكتور بيترو جروزا رئيسًا للوزراء، والذي كان من جبهة الفلاحين، الحزب المرتبط وثيقًا بالشيوعيين. من ناحية شكلية، اتسمت حكومة جروزا بشموليتها، إذ ضمت أعضاء من الأحزاب الرئيسية من فترة ما قبل الحرب، ما عدا الحزب الفاشي الحرس الحديدي. ولكن على الواقع، استأثر الشيوعيون بالوزرات الهامة، وكان معظم الوزراء الذين كانوا –بالاسم– يمثلون أحزابًا غير شيوعية مؤيدين للشيوعية، مثل جروزا نفسه.
لم يكن الملك راضيًا عن أداء حكومته، ولكن عندما حاول إجبار جروزا على الاستقالة عبر رفضه التوقيع على أية تشريعات (في حركة تعرف باسم «الإضراب الملكي»)، قرر جروزا تنفيذ القوانين دون الرجوع إلى الملك ميخائيل أو الحصول على توقيعه. في 8 نوفمبر 1945، الموافق ليوم عيد الملك ميخائيل، انقلبت مظاهرة مؤيدة للملكية أمام القصر الملكي في بوخارست إلى شجار شوارع بين أنصار المعارضة والجنود، والشرطة والعمال المناصرين للحكومة، وخلفت العديد من القتلى والجرحى؛ منع الضباط السوفييت الجنود والشرطة الرومانية من إطلاق النار على المدنيين، وأعادت القوات السوفييتية فرض النظام.
رغم رفض الملك، طبقت حكومة جروزا إصلاحات زراعية ومنحت المرأة حق الاقتراع؛ حقق الإجراء الأول للحزب شعبية واسعة في أوساط الفلاحين في الجنوب والشرق، وأكسب الإجراء الثاني الحزبَ دعم النساء المثقفات. رغم ذلك، مهدت تلك الإجراءات الطريق لبداية الهيمنة السوفييتية على رومانيا. في انتخابات 19 نوفمبر من العام 1946، ادعت الكتلة الشيوعية للأحزاب الديمقراطية بالفوز بنسبة 84% من الأصوات. اتسمت تلك الانتخابات بمخالفات واسعة النطاق، اشتملت على التهديد، والتزوير الانتخابي، والاغتيالات. تؤكد السجلات الشكوك التي حامت حول نتائج تلك الانتخابات بأنها كانت بالفعل مزورة.
بعد تشكيل الحكومة، بدأ الشيوعيون في تصفية دور أحزاب الوسط؛ وأشهرها حزب الفلاحين الوطني، الذي اتُّهم بالتجسس بعدما ظهر في العام 1947 أن قادة الحزب كانوا يلتقون سرًا بمسؤولين أمريكان. عُقدت محاكمة صورية لقادة الحزب، ثم أودعوا السجن. أُجبرت الأحزاب الأخرى على «الاندماج» مع الشيوعيين. في الأعوام 1946 و1947، أُعدم بعض كبار أعضاء الحكومة الموالية لدول المحور باعتبارهم مجرمي حرب، وتم ذلك بشكل رئيسي لتورطهم في الهولوكوست ومهاجمة الاتحاد السوفييتي. أُعدم أنتونيسكو نفسُه في 1 يونيو 1946.
بحلول العام 1947، كانت رومانيا هي الملكية الوحيدة المتبقية في الكتلة الشرقية. في 30 ديسمبر من نفس العام، كان الملك ميخائيل في قصره في سينايا عندما استدعاه رئيس الوزراء جروزا وغورغي غورغيو-ديج للذهاب إلى العاصمة بوخارست، وعرضا عليه بيان تنازل عن العرش مطبوع مسبقًا، وطلبوا منه توقيعه. مع حصار القوات الموالية للشيوعية للقصر وقطع خطوط الهاتف، لم يجد الملك ميخائيل بُدًّا من توقيع وثيقة التنازل عن العرش. بعد ساعات، ألغى البرلمان النظام الملكي وأعلن عن قيام جمهورية رومانيا الشعبية. في فبراير من العام 1948، اندمج الشيوعيون مع الاشتراكيين الديمقراطيين وشكّلوا حزب العمال الروماني. بالرغم من ذلك، لم يلبث أن طُرد معظم الاشتراكيين ذوي الآراء المستقلة من الحزب. وفي الوقت نفسه، أودع العديد من السياسيين غير الشيوعيين في السجون، أو فروا إلى المنفى.

## أعلام
- ليانا أنجور
- تيودور دوسيان كريشيون
- فالنتين بوبا
- غابرييلا نيكوليسكو